# MetroCentre
Den här artikeln handlar om ett köpcentrum i nordöstra England. För stationen Metro Center på tunnelbanan i Washington DC, se Metro Center, Washington DC. För Metrocenter Mall i Phoenix, Arizona, USA, se Metrocenter Mall.
MetroCentre är ett köpcentrum i Dunston, Gateshead i norra England, nära Newcastle-upon-Tyne. Det är ett av Europas största köpcentrum. MetroCentre invigdes 1986 och har nära 330 butiker och 10 000 parkeringsplatser. Bygget av köpcentret finansierades via Church of England och är ett av få köpcentrum i Europa med eget kapell. I närheten finns bland annat ett Ikea-varuhus.